# Tetragnatha boydi
Tetragnatha boydi là một loài nhện trong họ Tetragnathidae.
Loài này thuộc chi Tetragnatha. Tetragnatha boydi được Octavius Pickard-Cambridge miêu tả năm 1898.